# Inteligência social
Inteligência social ou inteligência interpessoal é a habilidade de entender e reagir adequadamente a seu meio social e desenvolver relações saudáveis e produtivas. Segundo Daniel Goleman, baseando-se na neurociência, a inteligência social consiste da percepção social (incluindo empatia, compatibilidade, inteligência emocional e cognição social) e faculdades sociais (incluindo sincronicidade, autoapresentação, influência e atenção ao outro). A inteligência emocional é sua área mais estudada no Brasil.
Segundo especialistas que se debruçaram sobre o tema, são seis as habilidades que devem ser trabalhadas:
- comunicação verbal
- comunicação não verbal
- autoapresentação
- assertividade
- feedback
- empatia

## Inteligência independente
Estudos comprovam que existe uma diferença efetiva entre inteligência social e inteligências acadêmicas. Ou seja, ser inteligente em matérias como matemática e inglês não é suficiente para ser habilidoso socialmente. A inteligência social é tão importante para o futuro profissional, para o bem estar da população e para a realização pessoal que alguns cientistas defendem o ensino de habilidades sociais na escola.

## Relação com a confiança
Alguns estudos indicam que pessoas que confiam mais nos outros tem mais inteligência social do que as mais desconfiadas contrariando as crenças populares. Inclusive sendo capazes de identificar quando uma pessoa está mentindo ou trapaceando e quando está dizendo a verdade com mais precisão. Diante de trapaças aqueles que confiavam mais reagiam de forma semelhante aos que confiavam menos. Os mais desconfiados acreditaram que os pesquisadores estavam trapaceando mesmo quando não estavam. Uma possível explicação seria que pessoas mais desconfiadas se socializam menos e evitar contato mais íntimo e por isso desenvolveriam menos suas habilidades sociais.

## Em animais
Segundo a pesquisadora Kara Schroepfer, os cães são quem mais possui a inteligência social para se comunicar com o ser humano do que qualquer outro animal, parte disso como resultado da seleção natural induzida pelo homem por milhares de anos. Provavelmente por milhares de anos cachorros que não conseguiam se comunicar adequadamente com humanos tiveram menos chances de serem adotados e protegidos por nós, e consequentemente de sobreviver e passar seus genes adiante.
Animais que vivem em bandos desenvolvem a inteligência social como forma de melhorar suas chances de sobrevivência. Exemplos de animais com inteligência social bem desenvolvida são golfinhos, baleias, macacos, elefantes e lobos.